# Gränsvärde (arbetsmiljö)
Ett gränsvärde anger högsta tillåtna gränsen för besvärande eller skadlig påverkan av exempelvis kemikalier, buller, vibration, radioaktiv strålning eller halten av föroreningar i luften. Arbetsmiljöverket använder den alternativa benämningen Exponeringsgräns i samband med vibration. 
Ett gränsvärde utgör inte någon skarp gräns mellan skadlig respektive oskadlig exponering.
Ett gränsvärde sätts i allmänhet endast för verksamheter som planeras och styrs av föreskrifter utgivna av myndigheter. Företag kan sätta egna (hårdare) gränsvärden för sin verksamhet. En allmän tendens i de flesta länder är att gränsvärden som fastställts av myndigheter skärps. Vanligtvis är det den ansvariga myndigheten inom ett visst kompetensområde som fastställer gränsvärdena. Inom arbetslivet har gränsvärdena särskild betydelse. I Sverige har gränsvärden som fastställts av Arbetsmiljöverket legal status.